# Oslo (téléfilm, 2021)
Pour les articles homonymes, voir Oslo (homonymie).
Pour plus de détails, voir Fiche technique et Distribution.
Oslo est un téléfilm politique américain sur les négociations secrètes des accords d'Oslo, réalisé par Bartlett Sher et écrit par J. T. Rogers, sorti aux États-Unis le 29 mai 2021 sur HBO. Le film est basé sur la pièce éponyme de J. T. Rogers. Il met en vedette Andrew Scott, Ruth Wilson et Jeff Wilbusch.

## Fiche technique
Sauf indication contraire, les informations mentionnées dans cette section peuvent être confirmées par les bases de données cinématographiques IMDb et Allociné,  présentes dans la section « Liens externes ».
- Titre original et français : Oslo
- Réalisation : Bartlett Sher (en)
- Scénario : J. T. Rogers (en), basé sur la pièce de théâtre de J. T. Rogers
- Musique : Zoë Keating et Jeff Russo
- Direction artistique : Blair Barnette, Guy Bradley, Magdalena Novakova et Katja Soltes
- Décors : Michael Carlin
- Costumes : Catherine Zuber (en)
- Photographie : Janusz Kamiński
- Son : Lewis Goldstein, Michal Holubec, Igor Pokorný
- Montage : Jay Rabinowitz
- Production : Michel Litvak, Svetlana Metkina, Mark Taylor et Gary Michael Walters
  - Production exécutive : Sam Breckman (Royaume-Uni), Diego Zanco (Croatie)
  - Production déléguée : Jared LeBoff, David Litvak, Kristie Macosko Krieger, Cambra Overend, Marc Platt, J. T. Rogers, Bartlett Sher, Adam Siegel et Steven Spielberg
  - Production associée : Rick Carter et Lee Grumett
  - Coproduction : Jonathan Oakes
  - Coproduction déléguée : Holly Bario, David Minkowski et Matthew Stillman
- Sociétés de production :
  - États-Unis : Bold Films, Dreamworks Pictures et Marc Platt Productions
  - Royaume-Uni : Location HQ
  - Croatie : Pakt Media
  - République tchèque : Stillking Films
- Sociétés de distribution : HBO (États-Unis)
- Budget : n/a
- Pays de production :  États-Unis[N 1]
- Langue originale : anglais
- Format : couleur — Codex Digital (en) — 2,00:1 (VistaVision) — son Dolby Digital
- Genre : drame, politique
- Durée : 118 minutes
- Dates de sortie[1] :
  - États-Unis : 29 mai 2021 (sortie sur HBO)
  - Royaume-Uni : 3 août 2021
  - France : 5 septembre 2021 (Festival du cinéma américain de Deauville)
- Classification[2] :
  - États-Unis : ce programme est uniquement réservé aux adultes et inapproprié pour la jeune audience de moins de 17 ans (TV-MA)
  - France : interdit aux moins de 16 ans[3]

## Distribution
- Ruth Wilson : Mona Juul, diplomate au ministère norvégien des Affaires étrangères
- Andrew Scott : Terje Rød-Larsen, le mari de Mona et le directeur de la Fondation Fafo
- Jeff Wilbusch : Uri Savir, directeur général du ministère israélien des Affaires étrangères
- Salim Daw : Ahmed Qurie, ministre des finances de l'OLP
- Waleed Zuaiter : Hassan Asfour, associé de Qoreï et agent de liaison de l'OLP
- Igal Naor : Joel Singer, conseiller juridique du ministère israélien des Affaires étrangères
- Doval'e Glickman : Yair Hirschfeld
- Rotem Keinan : Ron Pundak, professeur associé et collègue israélien de Hirschfield
- Itzik Cohen : Yossi Beilin, vice-ministre des Affaires étrangères de l'État d'Israël
- Tobias Zilliacus : Jan Egeland, secrétaire d'État au ministère norvégien des affaires étrangères
- Sasson Gabay : Shimon Peres, ministre des affaires étrangères de l'État d'Israël
- Marian Mitas : agent de sécurité Thor
- Joachim Paul Assböck : Finn Grandal
- Geraldine Alexander : Toril Grandal
- Dov Glickman : Yair Hirschfeld, professeur d'économie à l'université de Haïfa
- Karel Dobrý : Johan Jørgen Holst, ministre norvégien des Affaires étrangères

## Production
En avril 2017, il a été annoncé que la pièce Oslo serait portée à l'écran par le producteur Marc Platt. Elle serait adaptée au cinéma par le dramaturge J. T. Rogers (en) et mise en scène par Bartlett Sher (en), le metteur en scène de la production de Broadway.
En novembre 2020, il a été annoncé le début de la production de Oslo à Prague.

## Accueil

### Sortie
Le film a été diffusé sur HBO le 29 mai 2021 et met en vedette Andrew Scott et Ruth Wilson,.

## Distinctions

### Récompenses

#### 2022
- American Cinema Editors : Eddie du meilleur montage d’un film non cinématographique pour Jay Rabinowitz
- Critics' Choice Movie Awards : meilleur film réalisé pour la télévision
- Satellite Awards :
  - Meilleur film réalisé pour la télévision
  - Meilleure distribution

### Nominations

#### 2021
- Gold Derby Awards : meilleur téléfilm
- Hollywood Professional Association Awards : meilleur son pour un long métrage épisodique ou non cinématographique
- Online Film and Television Association
  - Meilleur film
  - Meilleure actrice dans un film ou une série limitée pour Ruth Wilson
  - Meilleure distribution dans un film ou une série limitée
  - Meilleure scénario d'un film ou d'une série limitée
- Primetime Emmy Awards
  - Meilleur téléfilm
  - Meilleure composition musicale pour une série limitée ou d'anthologie, un film ou un programme spécial (partition dramatique originale) pour Zoë Keating et Jeff Russo

#### 2022
- Casting Society of America : meilleure distribution pour un film sorti hors salles pour Leslee Feldman
- Hollywood Makeup Artist and Hair Stylist Guild Awards : meilleur maquillage d'époque et/ou de personnage - Spécial télévisé, série télévisée en direct d'une heure ou plus ou film pour la télévision pour Daniel Parker
- Motion Picture Sound Editors : meilleur montage son d'un long métrage non cinématographique pour Gina Alfano, Leslie Bloome, Alfred DeGrand, Joanna Fang, Lewis Goldstein, Tom Ryan, Alex Soto, Peter John Still et Wen Hsuan Tseng
- Producers Guild of America Awards : meilleure production de film télévisé ou diffusé en VOD
- Satellite Awards :
  - Meilleure actrice dans une mini-série, une série limitée ou un téléfilm pour Ruth Wilson
  - Meilleur acteur dans une mini-série, une série limitée ou un téléfilm pour Andrew Scott

### Sélections
- Festival du cinéma américain de Deauville 2021 : premières - hors compétition